# Mekényes
Mekényes (németül: Meknitsch, horvátul: Mekinjiš, Mekinjaš) község Baranya vármegyében, a Hegyháti járásban.

## Fekvése
A tolnai megyehatár közelében, a Völgységben, a Méhész-patak mellett fekszik. Központján a Mágocsra vezető 6539-es út halad keresztül, de a közigazgatási területének északkeleti sarkán áthalad a Bonyhád-Kurd közti 6538-as út is. A szomszéd települések: Nagyhajmás (5,5 kilométerre), Lengyel (7,5 kilométerre) és Kurd (8,5 kilométerre).

## Története
Mekényes egy korábban elpusztult rác falu után kapta nevét, mely a település és Nagyhajmás közt levő völgyben feküdt.
A mai falu alapítói a XVIII. században Herrnhut-Darmstadtból bevándorolt német telepesek voltak.
Az evangélikus németek alapította falu temploma 1783-85 között épült fel, azonban 1793-ban villámcsapás következtében leégett , ezzel együtt hatvan lakóház is. A templomot később újra felépítették.
Mekényes az 1900-as évek elején Baranya vármegye Hegyháti járásához tartozott.
Az 1910-es népszámláláskor 1230 lakosa volt, melyből 113 magyar, 1116 német, ebből 74 római katolikus, 1151 evangélikus volt.
A 2001-ben végzett népszámlálás adatai szerint Mekényesnek 316 lakosa volt, ebből a lakosság 8,9%-a német.

## Közélete

### Polgármesterei
- 1990–1994: Siska Zoltán (független)[4]
- 1994–1998: Siska Zoltán (független)[5]
- 1998–2002: Siska Zoltán (független)[6]
- 2002–2006: László-Legedi Jánosné (független)[7]
- 2006–2010: László-Legedi Jánosné (független)[8]
- 2010–2014: Major Ottó (független)[9]
- 2014–2018: Major Ottó (független)[10]
- 2019–2019: Schild Róbert (független)[11]
- 2019–2022: Schild Róbert (független)[12]
- 2022–2024: László-Legedi Jánosné (független)[13]
- 2024– : László-Legedi Jánosné (független)[1]

A településen 2019. február 17-én időközi polgármester-választást kellett tartani, mert az előző polgármester 2018 novemberében lemondott. A választás lényegében tét nélkül, és ennek megfelelően alacsony részvételi arány mellett zajlott le, mert egyetlen jelöltre lehetett csak szavazni.
Hasonló okból kellett 2022. június 26-án újabb időközi polgármester-választást tartani Mekényesen, mert 2021. március 10-i hatállyal Schild Róbert is lemondott. [A két dátum közt eltelt, szokatlanul hosszú időtartamot a koronavírus-járvány miatt elrendelt korlátozások indokolták, mivel a járványhelyzet fennállása alatt Magyarországon nem lehetett választást kitűzni.] Az átmeneti időszakban a települést ügyvivőként László-Legedi Jánosné alpolgármester irányíthatta. Az időközinek is ő volt az egyetlen jelöltje, így a rendkívül alacsony részvételi arány ellenére elnyerte a mandátumot.

## Népesség
A település népességének változása:
| Lakosok száma | 291  | 286  | 292  | 274  | 262  | 268  | 251  | 240  |
|               | 2013 | 2014 | 2015 | 2019 | 2021 | 2022 | 2023 | 2024 |

A 2011-es népszámlálás során a lakosok 71,2%-a magyarnak, 2,1% cigánynak, 7,7% németnek, 1,1% románnak mondta magát (27,4% nem nyilatkozott; a kettős identitások miatt a végösszeg nagyobb lehet 100%-nál). A vallási megoszlás a következő volt: római katolikus 43,2%, református 5,6%, evangélikus 12,6%, görögkatolikus 0,4%, felekezeten kívüli 6,3% (30,5% nem nyilatkozott).
2022-ben a lakosság 85,8%-a vallotta magát magyarnak, 4,5% németnek, 3% cigánynak, 3% egyéb, nem hazai nemzetiségűnek (11,9% nem nyilatkozott; a kettős identitások miatt a végösszeg nagyobb lehet 100%-nál). Vallásuk szerint 33,2% volt római katolikus, 7,1% evangélikus, 2,6% református, 0,7% ortodox, 0,4% görög katolikus, 0,4% izraelita, 1,5% egyéb keresztény, 0,7% egyéb katolikus, 13,4% felekezeten kívüli (39,6% nem válaszolt).

## Nevezetességei
- Evangélikus temploma - 1783-1785 között épült az előző fatemplom helyén.[19]